# الدقة الوحيدة
الدقة الوحيدة (بالفرنسية:La Seule Exactitude) هو كتاب بقلم آلان فينكلكروت ، نشر في أكتوبر 2015.

## نبذة
يتكون الكتاب من العديد من السجلات التي كتبت على مدار الأيام، بطول صفحة إلى ثماني صفحات. وهي عبارة عن محاور التأمل بموضوعات العلمانية والتنوع والتمازج. في عام 2013 قام بتاليف كتاب الهوية التعيسة.